# Culex tritaeniorhynchus
Espèce
Culex tritaeniorhynchus est une espèce d'insectes diptères, un moustique vecteur de l'encéphalite japonaise.